# DKW F93
De DKW F93/94 is een West-Duitse personenauto die van 1955 tot 1959 werd geproduceerd door Auto Union.

## Geschiedenis
In september 1955 werd het model gepresenteerd als de grote DKW "3=6" (type F93). Hij verving de DKW F91 "Sonderklasse". De F93 verschilde van de F91 door een krachtigere motor met 38 pk (28 kW) vermogen bij 4200 toeren per minuut, de met ongeveer 10 cm verbrede carrosserie, een gelijkmatig gebogen voorruit en de ovale grille met chromen omlijsting.
De 3=6 dankte zijn naam aan de vergelijking van zijn driecilinder tweetaktmotor met een zescilinder viertaktmotor: beide types hebben hetzelfde aantal arbeidsslagen per krukasomwenteling (de derde slag bij de viertaktmotor). De van 1930 tot 1940 gebouwde DKW-modellen met viercilinder V-motor en twee dubbelwerkende zuigerpompen droegen de vergelijkbare aanvullende aanduiding DKW "4=8".
DKW bood de F93-serie in drie versies aan: als tweedeurs sedan Normal met drieversnellingsbak en vrijwel zonder versiering, als sedan Spezial met vierversnellingsbak (eerste versnelling niet gesynchroniseerd), allerlei glimmende onderdelen en handige items zoals een dashboardkastje, en als coupé met volledig verzinkbare zijruiten en een tweekleurig interieur. Als vierdeurs sedan met een langere carrosserie, zoals ook in gebruik bij taxichauffeurs, kreeg deze vanaf 1957 beschikbare versie de modelnaam F94. Toen was de combi Universal ook beschikbaar.
De motor leverde nu 40 pk (29 kW) en de grille kreeg een fijnmazig rooster van aluminium in plaats van het geperste plaatwerk. Vanaf september 1957 werden de tweedeurs sedans geleverd met aan de voorkant scharnierende deuren, terwijl ze bij de vierdeurs en combi's aan de achterkant bleven scharnieren. Alle versies waren tegen een meerprijs beschikbaar met het automatische koppelingssysteem Saxomat.
De overname van Auto Union door Daimler-Benz werd ook merkbaar in de benamingen. Vanaf medio 1958 werden de auto's als DKW 900 op de markt gebracht voordat het model werd vervangen door de Auto Union 1000. Van september 1955 tot juli 1959 werden in totaal 137.800 exemplaren van de F93/F94 gebouwd, waaronder 19.531 combi's. Karmann bouwde 667 twee- en vierzits cabriolet's.
Op basis van het chassis van de grote DKW 3=6 werd bij Dannenhauer & Stauss in Stuttgart de DKW 3=6 Monza gecreëerd.

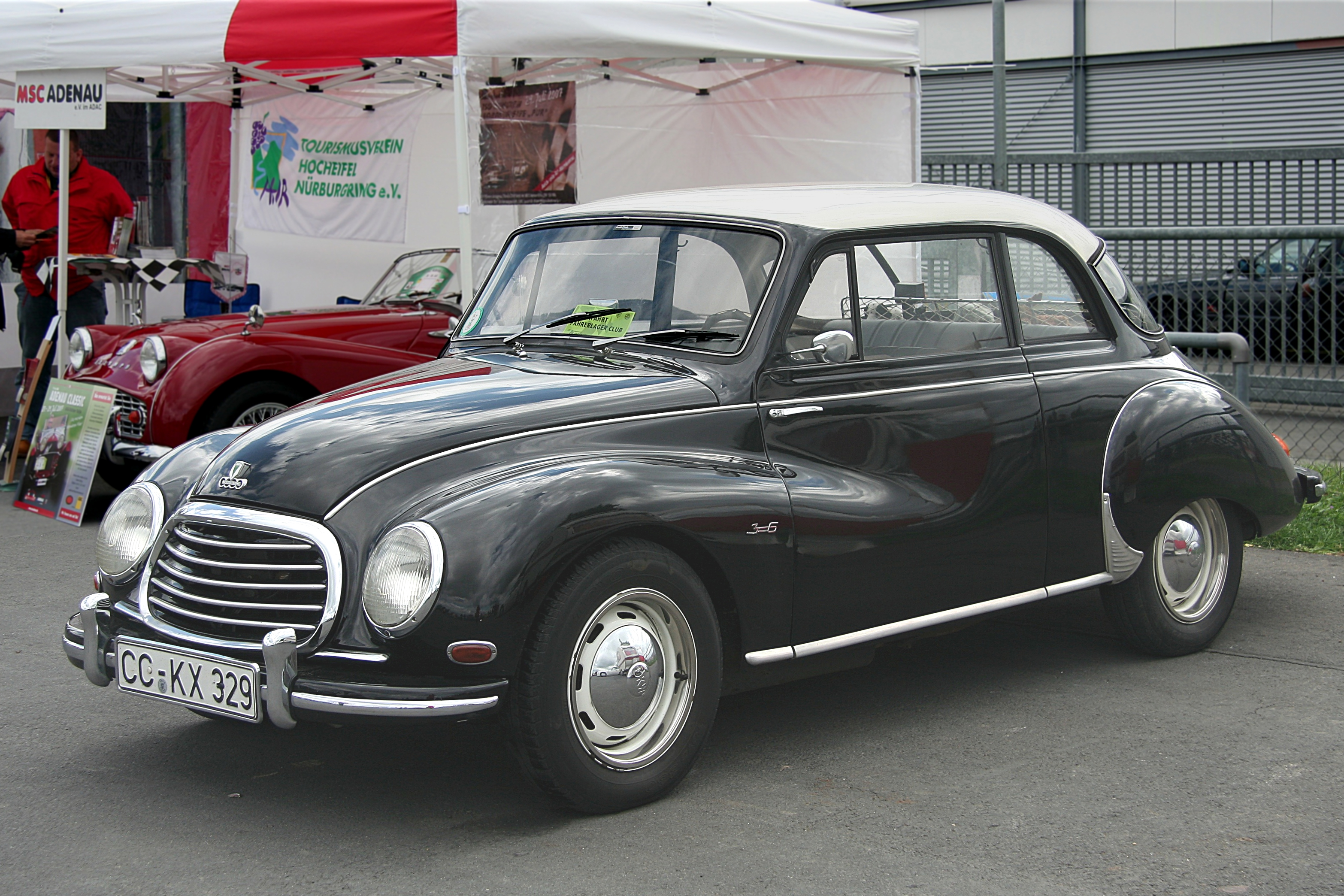
DKW F93
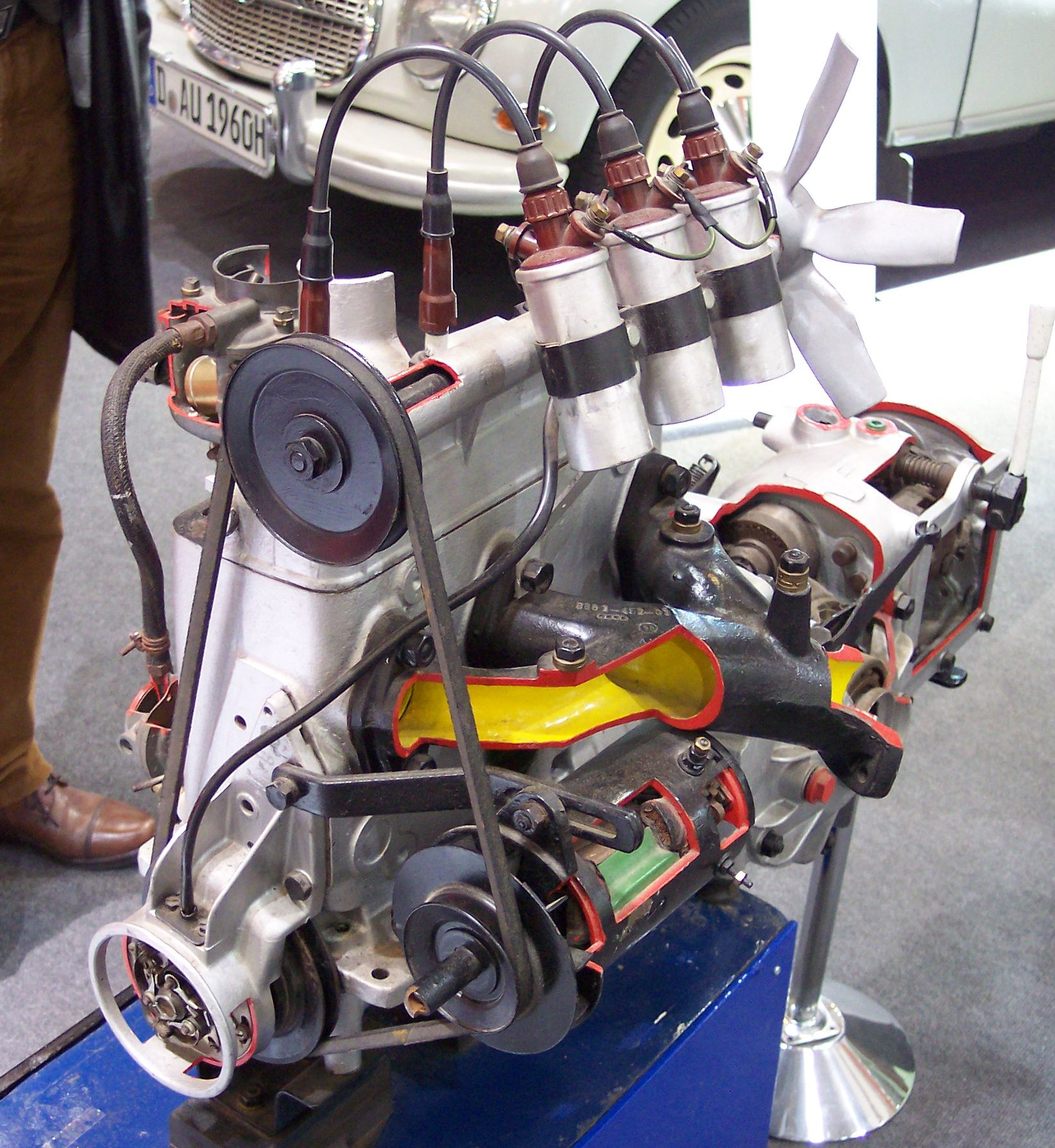

- DKW 3=6-motor
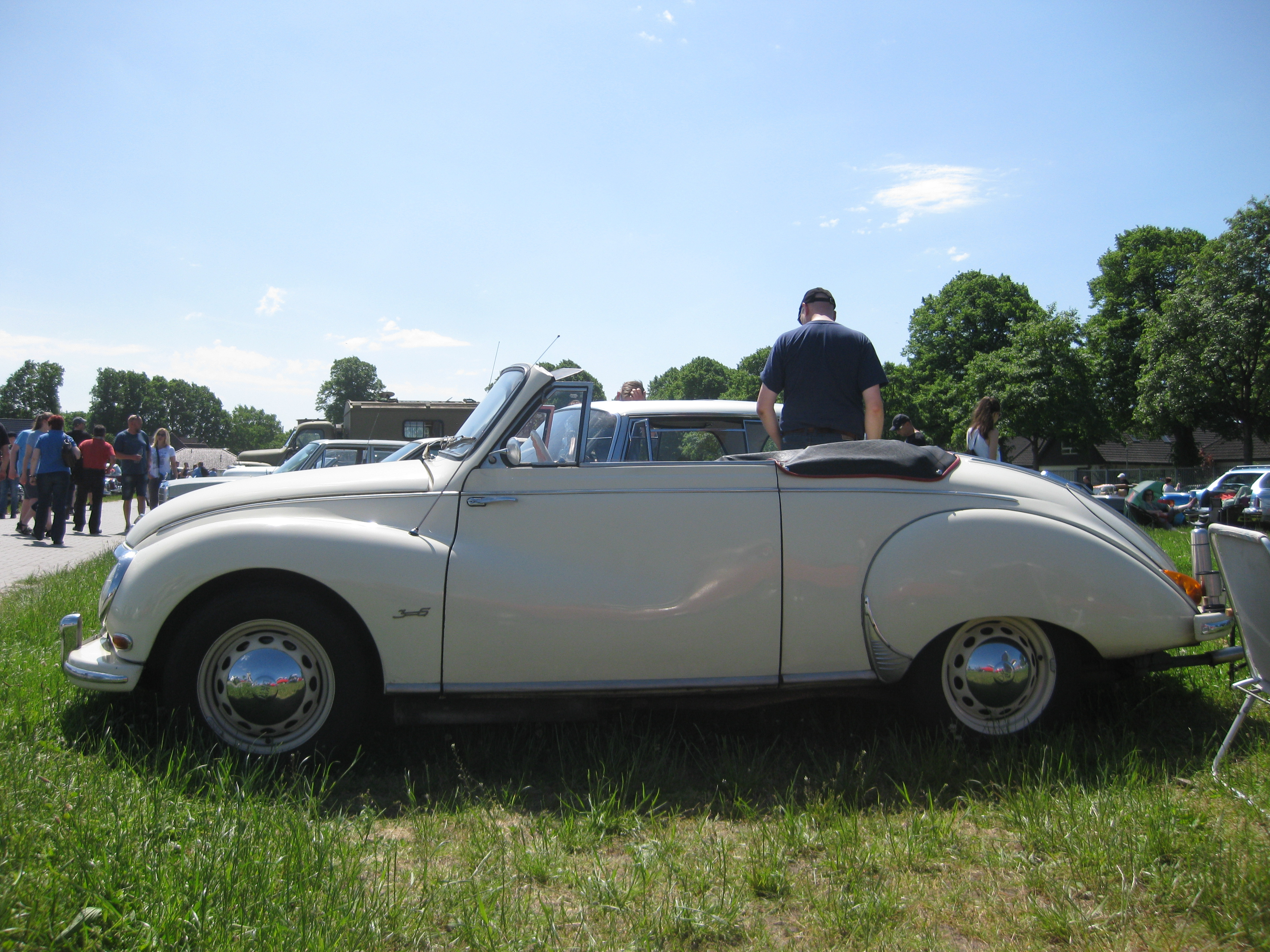
DKW F93 Cabriolet
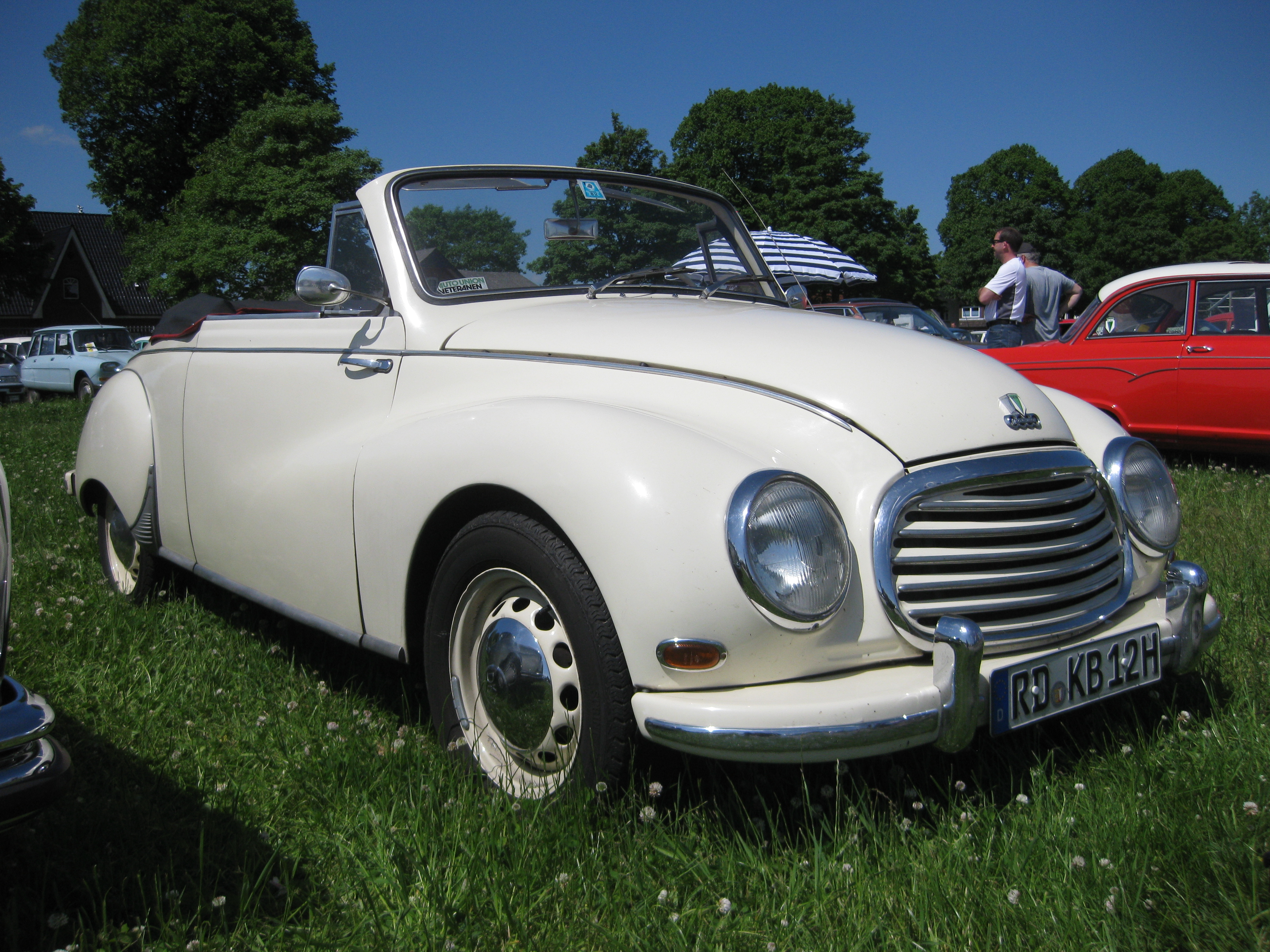
DKW F93 Cabriolet, voorzijde
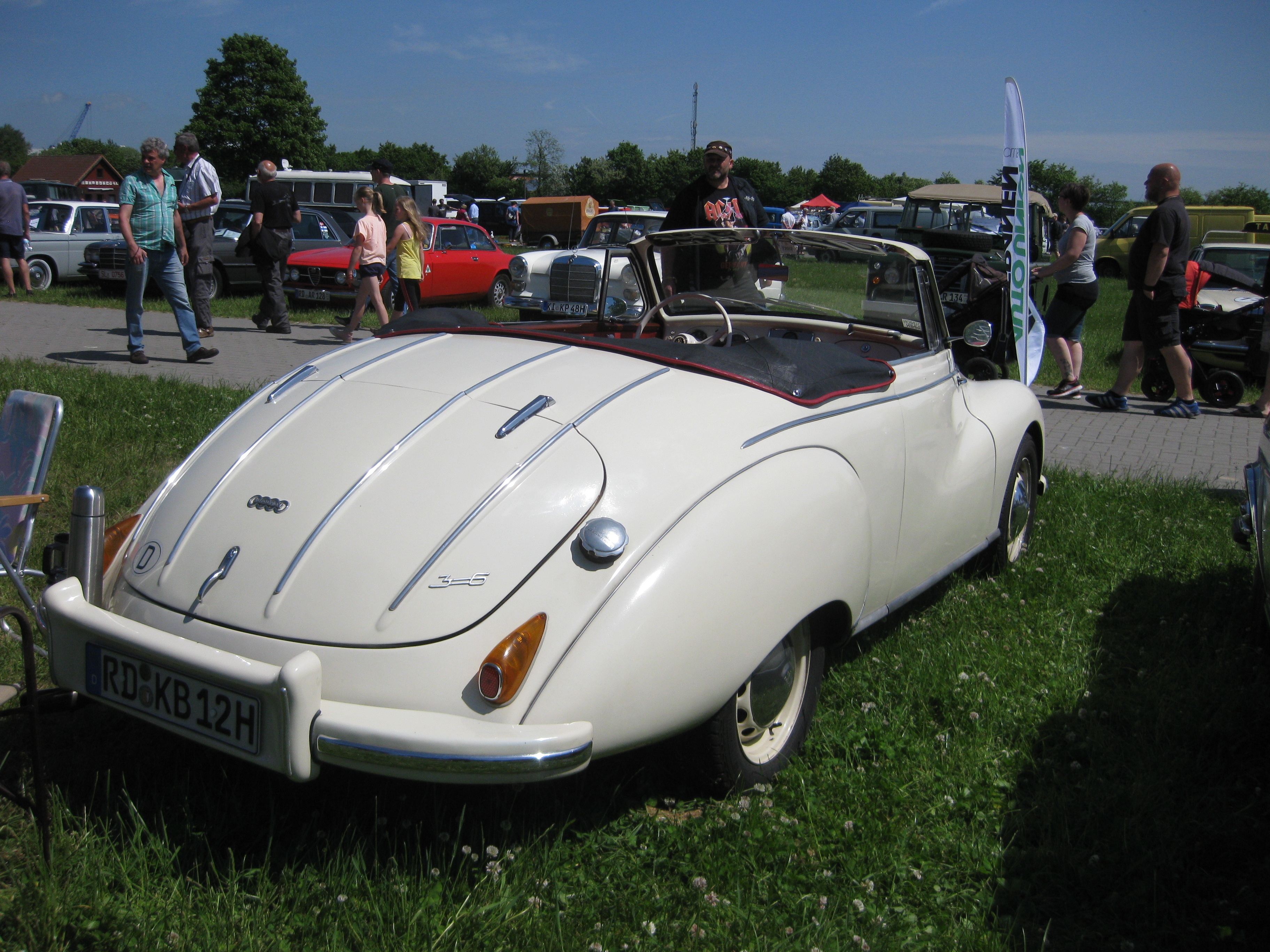
DKW F93 Cabriolet, achterzijde
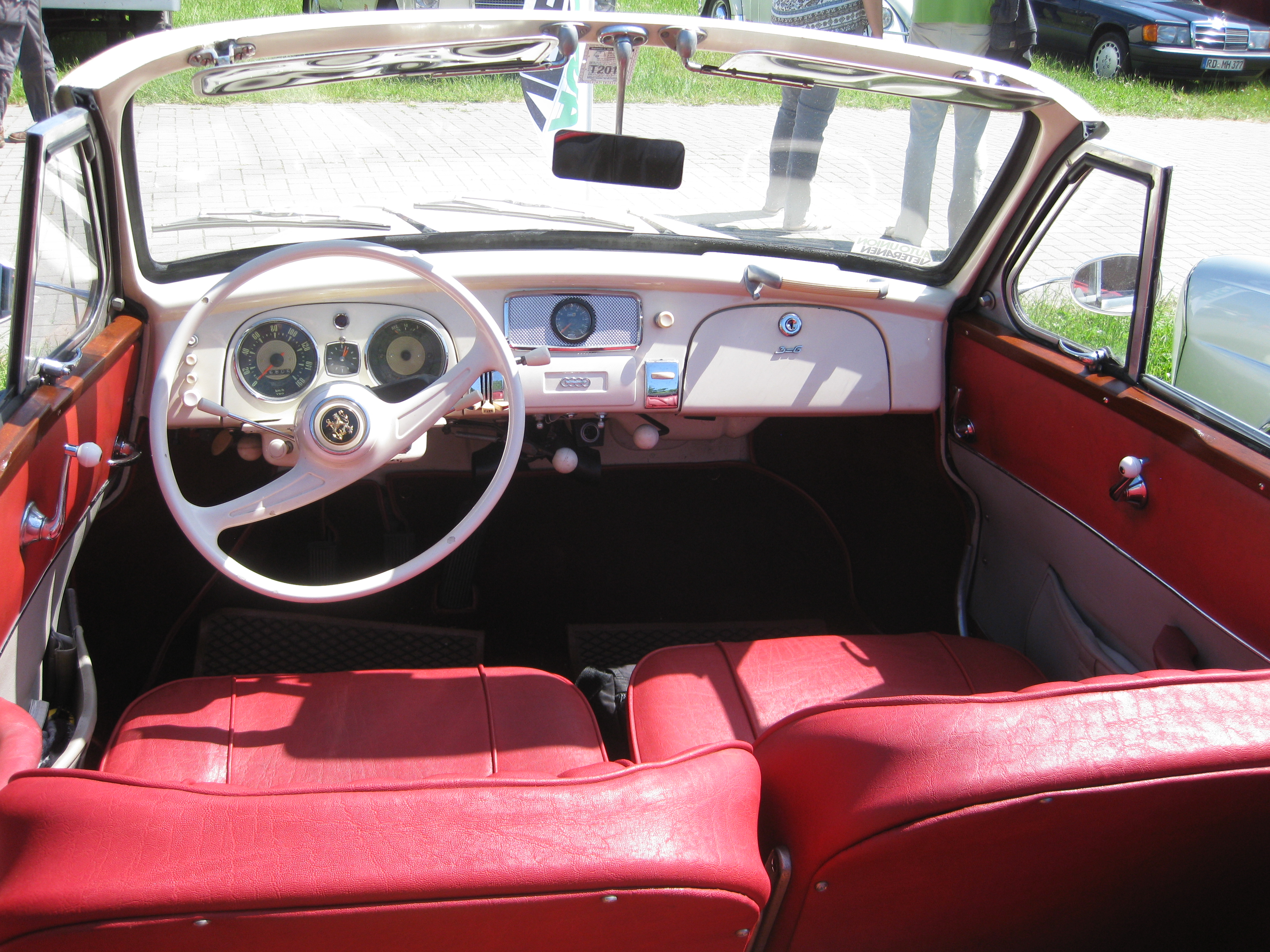
DKW F93 dashboard
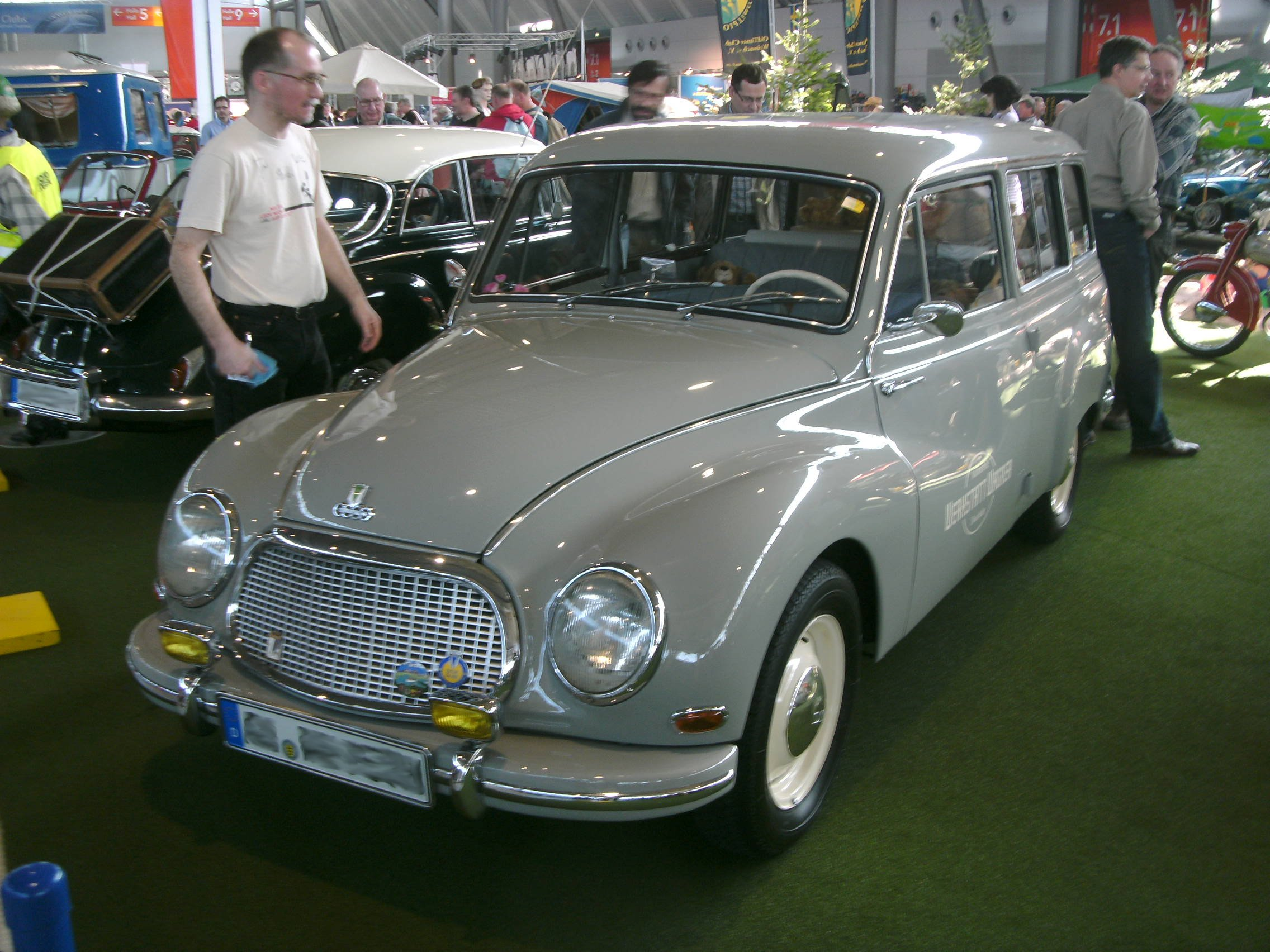
DKW F94 Universal

Modellen voor 1945:
Type P · 
4=8 (V 800/V 1000/Sonderklasse/Schwebeklasse) · 
F1 · 
F2 · 
F4 · 
F5 · 
F7 · 
F8 · 
F9 (prototype)
Modellen na 1945:
F10 · 
Meisterklasse (F89) · 
Sonderklasse (F91) · 
3=6 (F93/94) · 
Monza · 
Junior · 
F11/F12 · 
F102
Terrein- en bedrijfswagens:
Munga (F91/4) · 
DKW Schnellaster · 
DKW F 1000 L
Merknaam Auto Union:
1000 · 
1000 Sp
Afgeleide modellen:
IFA F8 · 
IFA F9 · 
Audi F103